# گرس ولی (کالیفرنیا)
گرس ولی (به انگلیسی: Grass Valley) شهری در شهرستان نوادا، کالیفرنیا ایالت کالیفرنیا است که در سرشماری سال ۲۰۱۰ میلادی، ۱۲۸۶۰ نفر جمعیت داشته است.